# Afonso Sanches

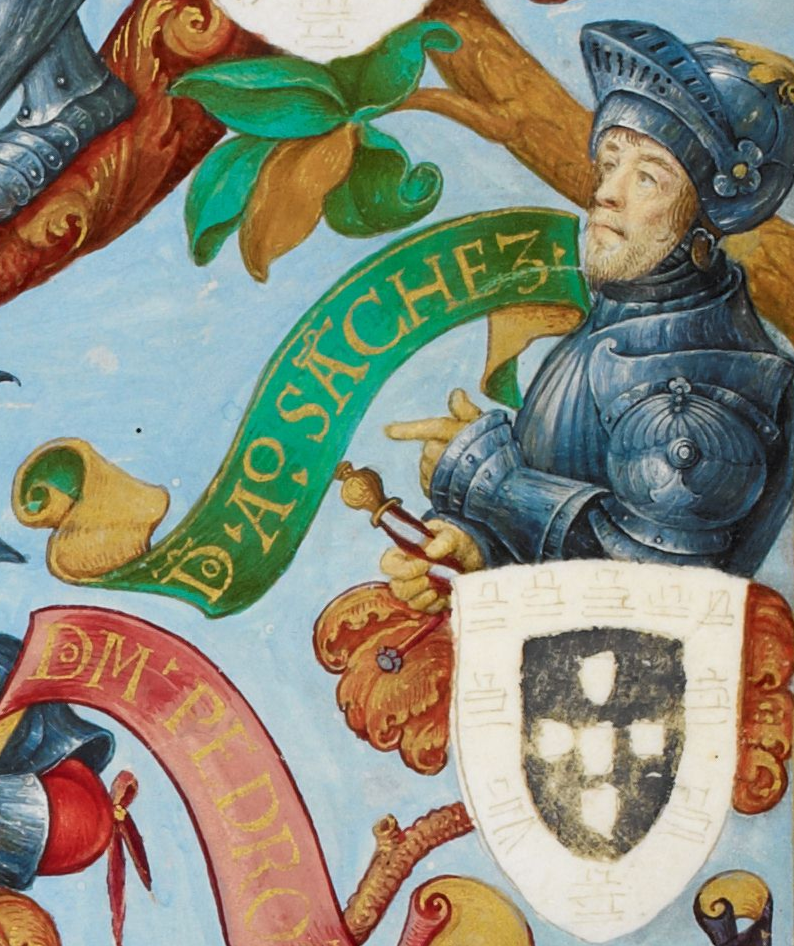
Afonso Sanches na miniaturze średniowiecznej

Afonso Sanches (ur. 1289, zm. 1328) – poeta portugalski, trubadur. Był nieślubnym synem króla Dionizego I i Aldonçy Rodrigues Talha i przyrodnim bratem Alfonsa IV Dzielnego. Jakkolwiek był dzieckiem z nieprawego łoża, był ulubieńcem ojca. To wywołało u brata niechęć do niego. Afonso Sanches został przez Alfonsa IV wygnany do Kastylii. Spór między braćmi zakończył się dopiero po dłuższym czasie.